# Caio Calvísio Sabino (cônsul em 39 a.C.)
Caio Calvísio Sabino (em latim: Gaius Calvisius Sabinus) foi um político da gente Calvísia da República Romana eleito cônsul em 39 a.C. com Lúcio Márcio Censorino. Os dois foram os os únicos senadores  que tentaram defender Júlio César quando ele assassinado nos "idos de março" de 44 a.C. e a eleição ao consulado foi um reconhecimento pela lealdade.
Uma inscrição, descrita por Ronald Syme como "uma das mais incríveis inscrições já feitas para homenagear um senador romano", elogia Calvísio por sua "pietas", sua "devoção" ou "senso de dever". Como oficial militar, Calvísio é lembrado pelo longo tempo de serviço e por sua competência, mesmo tendo sofrido algumas derrotas sérias.

## Família, origem e afiliação
Caio Calvísio Sabino é o único membro da gente Calvísia listado por Broughton a assumir um cargo da magistratura romana durante o período republicano. É um dos muitos homens novos que chegaram ao consulado e realizaram triunfos na década de 30 a.C. Foi o primeiro cônsul com o sufixo não-latino "isius" em seu nome gentílico. O cognome étnico "Sabino" ("sabino") aparece pela primeira vez com o nome romano Calvísio pela primeira vez no seu caso, mas as inscrições revelam uma origem provável na colônia latina de Espolécio. Ele pertencia a tribo Horácia.
Seu filho e seu neto, homônimos, foram cônsules. Sabino demonstrou sua lealdade de forma consistente ao filho, Caio Calvísio Sabino cônsul em 4 a.C., já na época de Augusto. Seu neto, Caio Calvísio Sabino, foi cônsul em 26, na época do imperador Tibério e continuou sua carreira política como governador sob Calígula, numa época que era difícil se manter leal: ele e sua esposa, uma Cornélia, foram acusados de conspiração contra o imperador e cometeram suicídio.

## Guerras civis da década de 40 a.C.

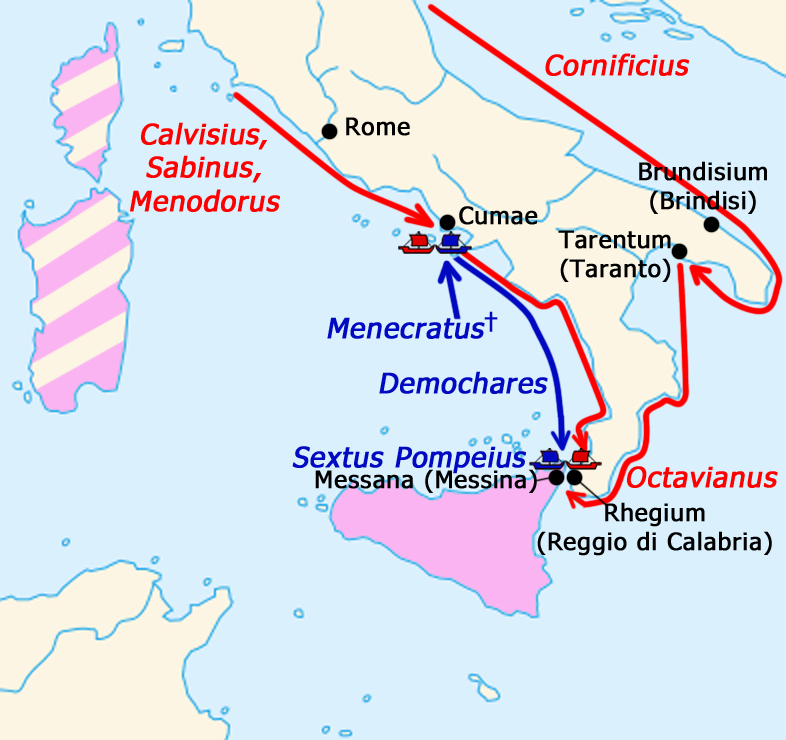
Campanha de 38 a.C. da Revolta Siciliana.
Território de Sexto Pompeu (territórios passados a Otaviano e Menodoro antes da guerra estão pintados de rosa e bege);↗ — Ações de Otaviano e seus almirantes;
↗ — Ações dos almirantes de Sexto Pompeu.

Durante as guerras civis da década de 40 a.C., Calvísio Sabino atuou como oficial sob o comando de César. Em 48 a.C., César recebeu enviados da Etólia e da Tessália. Em resposta, ele enviou Calvísio para para a Etólia e Lúcio Cássio Longino para a Tessália. Calvísio comandou cinco coortes e um pequeno número de cavaleiros, escolhidos entre seus legionários estacionados em Órico. A referência de César foi a primeira aparição de Calvísio no registro histórico. Tanto Cássio quanato Calvísio foram encarregados de manter o suprimento de alimentos para o exército. Os etólios receberam Calvísio e ele conseguiu capturar Calidão e Naupacto dos adversários de César e conseguiu consolidar a posição cesariana na região.

### Pretor e governador
Calvísio foi pretor, possivelmente, em 46 a.C., mas, mais provavelmente em 44 a.C.. Em 45 a.C., ele foi governador propretorial da África Velha, a província romana criada a partir do território cartaginês depois da Terceira Guerra Púnica, enquanto Caio Salústio Crispo, o historiador geralmente conhecido como Salústio, tornou-se o primeiro governador da África Nova, a província criada por César a partir do território do antigo Reino da Numídia. No ano anterior, as forças senatoriais haviam se juntado na África depois da derrota em Farsalos e a Batalha de Tapso significava que o resultado da guerra seria determinado em território africano. Calvísio retornou para Roma em algum momento antes de 15 de março de 44 a.C. e estava presente no Senado no assassinato de Júlio César, mas deixou dois legados em Útica, que possivelmente causaram problemas para seu sucessor, Quinto Cornifício.
Em 28 de novembro de 44 a.C., Marco Antônio convocou uma reunião do Senado para realocar diversas províncias, incluindo a África Velha, para o ano seguinte. Cícero lista. Calvísio estava entre os quatorze pretores nomeados, mas, apesar dos esforços de Antônio, Cornifício se recusou a ceder a África Velha. A realocação de Antônio foi anulada em 20 de dezembro do mesmo ano.
Numa carta enviada a Cornifício, de março de 43 a.C., Cícero ligou pejorativamente Calvísio a Tito Estacílio Tauro, cônsul em 37 e 26 a.C. e governador da África em 36 a.C., chamando-os de "Minotauro", uma troça com o cognome deste. Já se conjecturou que Tauro teria sido nomeado para servir como legado sob Calvísio na África, mas as razões para esta caracterização dos dois como um "monstro dual e fabuloso" são incertas pelo contexto oferecido por Cícero, exceto pelo claro tom depreciativo do autor contra Calvísio em favor de seu amigo Cornifício.

## Consulado (39 a.C.)
Como cônsules, Calvísio e Censorino propuseram que o Senado que tratasse das reclamações dos representantes da cidade de Afrodísias, cujos habitantes gozavam da proteção de Júlio César, mas tiveram que suportar "execuções sumárias" de Marco Júnio Bruto e uma invasão de Tito Labieno durante a Guerra Civil dos Liberatores. O Senado passou um decreto concedendo à cidade o status de "aliado independente", o que resultava numa série de benefícios e privilégios.

## Guerras civis dos nos 30 a.C.
Durante a Revolta Siciliana, Calvísio comandou a frota que partiu da Etrúria, em 38 a.C., para se juntar a Otaviano no estreito de Messina. O outro almirante da marinha de Otaviano era Lúcio Cornifício. Perto de Cumas, Calvísio lutou contra parte da frota de Sexto Pompeu, sob o comando de Menecrates. Atrasado por conta disso, ele só conseguiu se juntar a Otaviano no final da fatídica batalha naval em Messana. Uma tempestade debandou as duas frotas, destruindo a nau capitânea de Otaviano e entregou a vitória a Sexto. O historiador grego Apiano narra esta batalha com dramática riqueza de detalhes. Demonstrações contra Otaviano e contra a guerra irromperam em Roma por causa do desastre. Em 37 a.C., Calvísio foi responsabilizado e substituído na posição de almirante quando um subordinado, Menas, desertou com meia-dúzia de navios para o lado de Sexto Pompeu.
Depois que Pompeu foi derrotado, Otaviano entregou a Calvísio uma posição proconsular com a missão de policiar e restaurar a ordem na Itália entre 36 e 35 a.C, o que ele conseguiu realizar com algum sucesso. A lealdade de Calvísio estava com Otaviano durante a última guerra civil. Plutarco conta que as histórias de Calvísio sobre como Antônio estava submetido por Cleópatra eram tão extravagantes que eram amplamente desacreditadas.
Em 31 a.C., Calvísio foi um dos septênviros epulões (em latim: "septemviri epulones") e também curião máximo (em latim: "curio maximus"), cujo trabalho era coletar as contribuições religiosas das cúrias. Calvísio foi procônsul da Hispânia provavelmente já no mesmo ano. Uma inscrição recorda um Calvísio Sabino, "flâmine" de Roma e do divino Augusto, que doou cereais para o povo de Clúnia quando o mercado elevou seus preços a níveis insuportáveis. Embora este benfeitor tenha sido um habitante local que havia recebido a cidadania romana do procônsul, é possível que tenha sido o próprio procônsul. Calvísio retornou a Roma em 28 a.C. e, em 26 de maio, celebrou um triunfo, um dos três concedidos por vitórias nas províncias triunvirais de Otaviano naquele ano. Ele provavelmente concorreu a um segundo consulado em 25 a.C., mas não conhece mais nenhum cargo ocupado por ele.